# Hanna Hermansson
Hanna Hermansson (* 18. Mai 1989 in Stockholm) ist eine schwedische Leichtathletin, die sich auf den Mittelstreckenlauf spezialisiert hat.

## Sportliche Laufbahn
Hanna Hermansson studierte an der Marymount California University in den Vereinigten Staaten und trat erst 2015 erstmals bei nationalen Wettkämpfen in den USA in Erscheinung. 2017 qualifizierte sie sich im 800-Meter-Lauf für die Weltmeisterschaften in London und gelangte dort bis ins Halbfinale, in dem sie mit 2:00,43 min ausschied. Im Dezember belegte sie dann bei den Crosslauf-Europameisterschaften in Šamorín in 19:02 min den vierten Platz in der Mixed-Staffel. Im Jahr darauf schied sie bei den Europameisterschaften in Berlin mit 2:00,52 min im Semifinale über 800 m aus und klassierte sich mit 4:07,16 min auf dem siebten Platz im 1500-Meter-Lauf. Im Dezember gelangte sie dann bei den Crosslauf-Europameisterschaften in Tilburg mit 16:32 min auf Rang sechs in der Mixed-Staffel. 2019 schied sie bei den Halleneuropameisterschaften in Glasgow mit 4:19,88 min in der Vorrunde über 1500 m aus. 2022 schied sie bei den Weltmeisterschaften in Eugene mit 4:04,70 min im Halbfinale aus und anschließend klassierte sie sich bei den Europameisterschaften in München mit 4:05,76 min auf dem siebten Platz. Im Jahr darauf gelangte sie bei den Halleneuropameisterschaften in Istanbul mit 4:10,48 min auf den zehnten Platz. Im Juni wurde sie bei der 1. Liga der Team-Europameisterschaft im Rahmen der Europaspiele in 4:13,73 min Neunte und im August schied sie bei den Weltmeisterschaften in Budapest mit 4:06,42 min in der ersten Runde aus. 2024 verpasste sie bei den Europameisterschaften in Rom mit 4:13,34 min den Finaleinzug.
In den Jahren 2018, 2019 und 2023 wurde Hermansson schwedische Meisterin im 800-Meter-Lauf sowie 2018 und 2020 und 2022 und 2023 über 1500 Meter. Zudem wurde sie 2018 und 2022 Hallenmeisterin über 800 m sowie 2020 und 2023 im 1500-Meter-Lauf.

## Persönliche Bestleistungen
- 800 Meter: 2:00,43 min, 11. August 2017 in London
  - 800 Meter (Halle): 2:02,80 min, 27. Januar 2018 in New York City
- 1000 Meter: 2:38,13 min, 11. Juli 2017 in Göteborg
  - 1000 Meter (Halle): 2:40,22 min, 15. Februar 2020 in Glasgow
- 1500 Meter: 4:05,76 min, 19. August 2022 in München
  - 1500 Meter (Halle): 4:09,32 min, 3. März 2023 in Istanbul
- Meile: 4:28,59 min, 11. September 2023 in Zagreb
  - Meile (Halle): 4:29,81 min, 11. Februar 2022 in Boston
  - 3000 Meter (Halle): 9:03,44 min, 27. Januar 2024 in Boston